# Le Souich
Le Souich est une commune française située dans le département du Pas-de-Calais en région Hauts-de-France.
La commune fait partie de la communauté de communes des Campagnes de l'Artois qui regroupe 96 communes et compte 33 141 habitants en 2021.

## Géographie

### Localisation
Localisée dans le sud-est du département du Pas-de-Calais et limitrophe du département de la Somme, Le Souich est une commune située, à vol d'oiseau, à 7 km au nord de la commune de Doullens et à 30 km au sud-ouest de la commune d’Arras (chef-lieu d'arrondissement et préfecture du Pas-de-Calais).
Le territoire de la commune est limitrophe de ceux de cinq communes, dont trois, Bouquemaison, Brévillers et Lucheux, dans le département de la Somme.
Les communes limitrophes sont Ivergny, Rebreuve-sur-Canche, Bouquemaison, Brévillers et Lucheux.

### Géologie et relief
La superficie de la commune est de 5,11 km2 ; son altitude varie de 112  à   161 mètres.

### Hydrographie
La commune est située dans le bassin Artois-Picardie. Elle n'est drainée par aucun cours d'eau,.

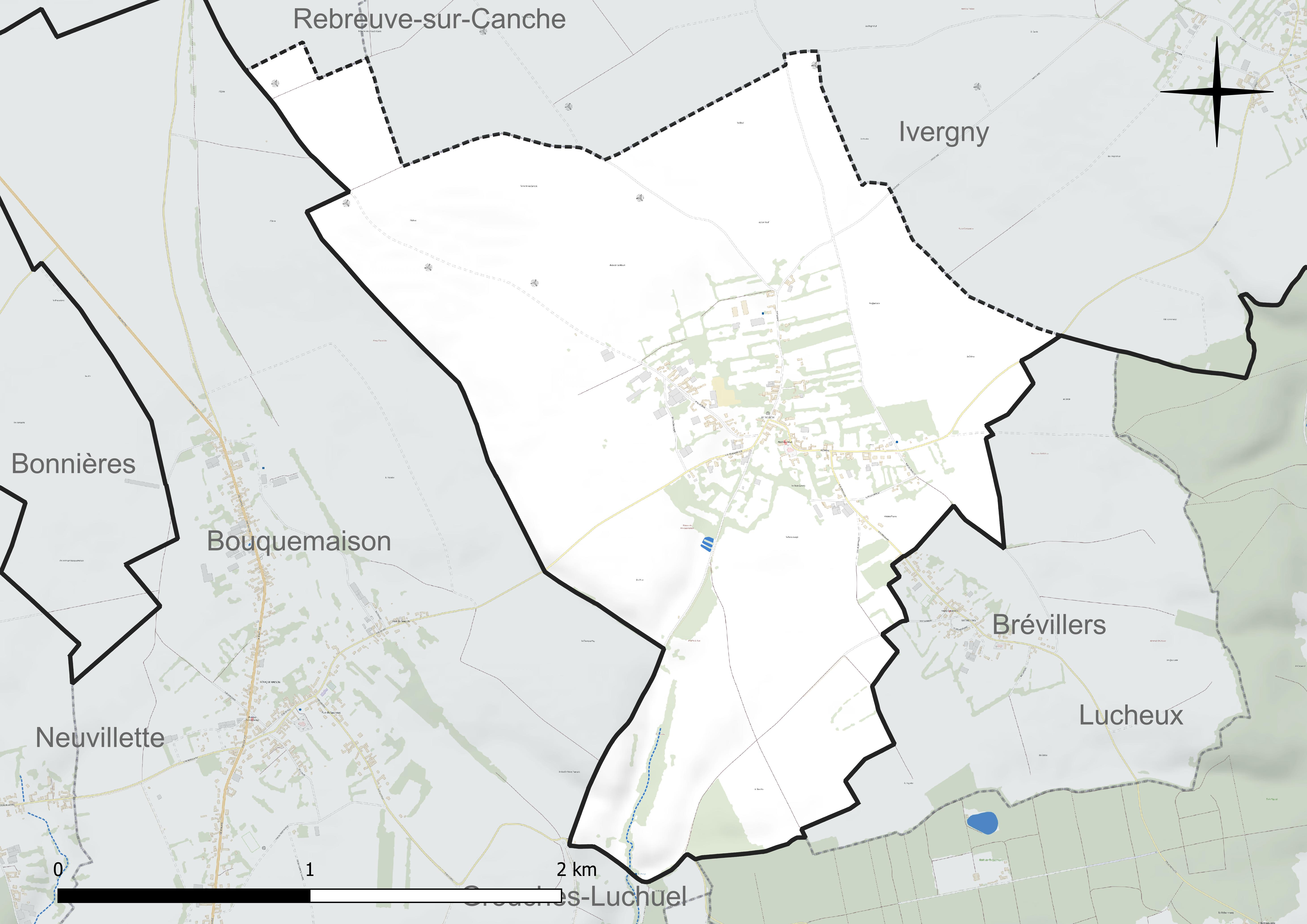
Réseau hydrographique du Souich.

### Climat
Pour des articles plus généraux, voir Climat des Hauts-de-France et Climat du Pas-de-Calais.
En 2010, le climat de la commune est de type climat des marges montargnardes, selon une étude du CNRS s'appuyant sur une série de données couvrant la période 1971-2000. En 2020, Météo-France publie une typologie des climats de la France métropolitaine dans laquelle la commune est exposée à un climat océanique et est dans la région climatique Côtes de la Manche orientale, caractérisée par un faible ensoleillement (1 550 h/an) ; forte humidité de l'air (plus de 20 h/jour avec humidité relative > 80 % en hiver), vents forts fréquents.
Pour la période 1971-2000, la température annuelle moyenne est de 10 °C, avec une amplitude thermique annuelle de 13,7 °C. Le cumul annuel moyen de précipitations est de 900 mm, avec 13 jours de précipitations en janvier et 9,2 jours en juillet. Pour la période 1991-2020, la température moyenne annuelle observée sur la station météorologique la plus proche, située sur la commune de Saulty à 12 km à vol d'oiseau, est de 10,4 °C et le cumul annuel moyen de précipitations est de 899,7 mm,. Pour l'avenir, les paramètres climatiques de la commune estimés pour 2050 selon différents scénarios d'émission de gaz à effet de serre sont consultables sur un site dédié publié par Météo-France en novembre 2022.

### Paysages
Pour un article plus général, voir Paysage en France.
La commune s'inscrit dans l'est du « paysage du val d'Authie » tel que défini dans l'atlas des paysages de la région Nord-Pas-de-Calais, conçu par la direction régionale de l'Environnement, de l'Aménagement et du Logement (DREAL),.
Ce paysage, qui concerne 83 communes, se délimite : au sud, dans le département de la  Somme par le « paysage de l'Authie et du Ponthieu, dépendant de l'atlas des paysages de la Picardie et au nord et à l'est par les paysages du Montreuillois, du Ternois et les paysages des plateaux cambrésiens et artésiens. Le caractère frontalier de la vallée de l'Authie, aujourd'hui entre le Pas-de-Calais et la Somme, remonte au Moyen Âge où elle séparait le royaume de France du royaume d'Espagne, au nord.
Son coteau Nord est net et escarpé alors que le coteau Sud offre des pentes plus douces. À l'Ouest, le fleuve s'ouvre sur la baie d'Authie, typique de l'estuaire picard, et se jette dans la Manche. Avec son vaste estuaire et les paysages des bas-champs, la baie d'Authie contraste avec les paysages plus verdoyants en amont.
L'Authie, entaille profonde du plateau artésien, a créé des entités écopaysagères prononcées avec un plateau calcaire dont l'altitude varie de 100 à 163 m qui s'étend de chaque côté du fleuve. L'altitude du plateau décline depuis le pays de Doullens, à l'est (point culminant à 163 m), vers les bas-champs picards, à l'ouest (moins de 40 m). Le fond de la vallée de l'Authie, quant à lui, est recouvert d'alluvions et de tourbes. L'Authie est un fleuve côtier classé comme cours d'eau de première catégorie où le peuplement piscicole dominant est constitué de salmonidés. L'occupation des sols des paysages de la Vallée de l'Authie est composée pour 70 % en culture.

## Urbanisme

### Typologie
Au 1er janvier 2024, Le Souich est catégorisée commune rurale à habitat dispersé, selon la nouvelle grille communale de densité à sept niveaux définie par l'Insee en 2022.
Elle est située hors unité urbaine et hors attraction des villes,.

### Occupation des sols
L'occupation des sols de la commune, telle qu'elle ressort de la base de données européenne d'occupation biophysique des sols Corine Land Cover (CLC), est marquée par l'importance des territoires agricoles (92,6 % en 2018), une proportion identique à celle de 1990 (92,6 %). La répartition détaillée en 2018 est la suivante : 
terres arables (80,3 %), prairies (11,3 %), zones urbanisées (7,3 %), zones agricoles hétérogènes (0,9 %), forêts (0,1 %). L'évolution de l'occupation des sols de la commune et de ses infrastructures peut être observée sur les différentes représentations cartographiques du territoire : la carte de Cassini (XVIIIe siècle), la carte d'état-major (1820-1866) et les cartes ou photos aériennes de l'IGN pour la période actuelle (1950 à aujourd'hui).

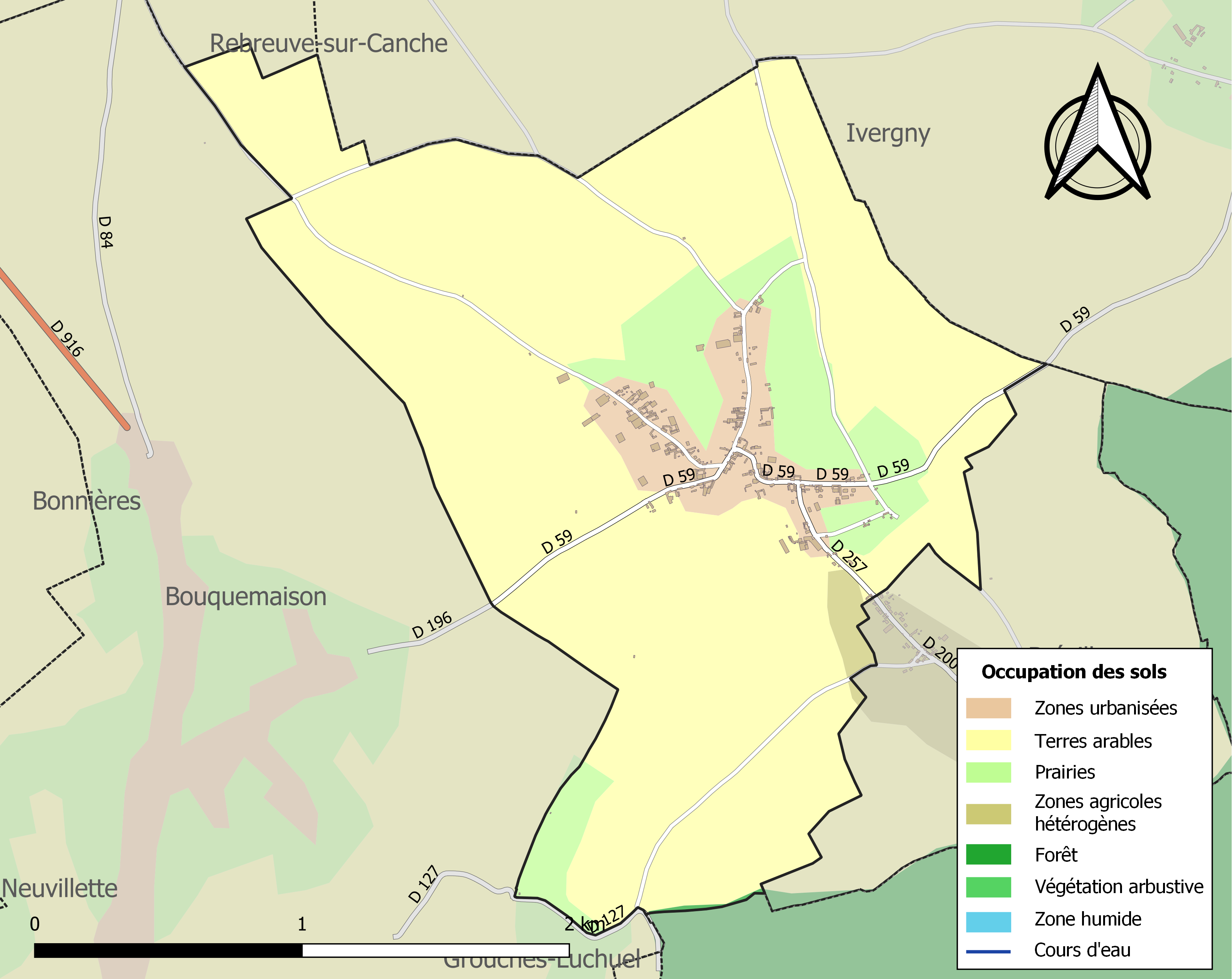
Carte des infrastructures et de l'occupation des sols de la commune en 2018 (CLC).

## Toponymie
Le nom de la localité est attesté sous les formes Le Souhic (1104) ; Souich (1155) ; Soiche, Soiches, Soche, Soches (1239) ; Soich (1375) ; Souys (1415) ; Souik (1531) ; Soüy (1710).

## Histoire
Alban du Souich et ses descendants sont cités sur un vitrail de l'église qui représente un chevalier en armes.
Floridas du Souich combat et trouve la mort lors de la bataille d'Azincourt en 1415.

### Première Guerre mondiale
Les 22-23 mai 1915, Ivergny et Le Souich servent de lieux de cantonnement et de repos, pendant quelques jours, à la 9e brigade d'infanterie, formée des 74e et 39e régiments d'infanterie et d'éléments de deux autres régiments, arrivée en gare de Frévent et de Doullens, en provenance de l'est, le 22 mai et dans la nuit du 22 au 23 mai 1915. Ces troupes venaient participer à la Bataille de l'Artois (mai-juin 1915). Des troupes s'y reposent également par moments, exemple en juin-juillet 2015.
L'église Saint-Nicolas est utilisée comme hôpital de guerre, des réfugiés stationnent dans le village.

## Politique et administration

### Découpage territorial
La commune se trouve dans l'arrondissement d'Arras du département du Pas-de-Calais.

#### Commune et intercommunalités
La commune est membre de la communauté de communes des Campagnes de l'Artois.

#### Circonscriptions administratives
La commune est rattachée au canton d'Avesnes-le-Comte.

#### Circonscriptions électorales
Pour l'élection des députés, la commune fait partie de la première circonscription du Pas-de-Calais.

### Élections municipales et communautaires

#### Liste des maires
| Période                                  | Période                    | Identité         | Étiquette | Qualité                   |
| ---------------------------------------- | -------------------------- | ---------------- | --------- | ------------------------- |
| Les données manquantes sont à compléter. |                            |                  |           |                           |
| 1995                                     | 2001                       | Jean-Luc Beugnet |           |                           |
| mars 2001                                | 2014                       | Francis Maze     |           |                           |
| avril 2014,                              | 2020                       | Laurence Legrand |           | Préparatrice en pharmacie |
| 3 juillet 2020                           | En cours (au 7 avril 2022) | René Pruvost     |           | Agriculteur,              |

## Population et société

### Démographie

#### Évolution démographique
L'évolution du nombre d'habitants est connue à travers les recensements de la population effectués dans la commune depuis 1793. Pour les communes de moins de 10 000 habitants, une enquête de recensement portant sur toute la population est réalisée tous les cinq ans, les populations de référence des années intermédiaires étant quant à elles estimées par interpolation ou extrapolation. Pour la commune, le premier recensement exhaustif entrant dans le cadre du nouveau dispositif a été réalisé en 2005.

En 2022, la commune comptait 194 habitants, en évolution de +24,36 % par rapport à 2016 (Pas-de-Calais : −0,72 %, France hors Mayotte : +2,11 %).
| 1793 | 1800 | 1806 | 1821 | 1831 | 1836 | 1841 | 1846 | 1851 |
| ---- | ---- | ---- | ---- | ---- | ---- | ---- | ---- | ---- |
| 588  | 409  | 640  | 641  | 660  | 589  | 534  | 525  | 508  |

| 1856 | 1861 | 1866 | 1872 | 1876 | 1881 | 1886 | 1891 | 1896 |
| ---- | ---- | ---- | ---- | ---- | ---- | ---- | ---- | ---- |
| 491  | 516  | 531  | 472  | 465  | 445  | 415  | 413  | 375  |

| 1901 | 1906 | 1911 | 1921 | 1926 | 1931 | 1936 | 1946 | 1954 |
| ---- | ---- | ---- | ---- | ---- | ---- | ---- | ---- | ---- |
| 321  | 328  | 328  | 276  | 275  | 249  | 225  | 214  | 218  |

| 1962 | 1968 | 1975 | 1982 | 1990 | 1999 | 2005 | 2006 | 2010 |
| ---- | ---- | ---- | ---- | ---- | ---- | ---- | ---- | ---- |
| 203  | 213  | 173  | 158  | 155  | 169  | 185  | 185  | 179  |

| 2015 | 2020 | 2022 | - | - | - | - | - | - |
| ---- | ---- | ---- | - | - | - | - | - | - |
| 156  | 185  | 194  | - | - | - | - | - | - |

#### Pyramide des âges
La population de la commune est relativement jeune.
En 2018, le taux de personnes d'un âge inférieur à 30 ans s'élève à 42,2 %, soit au-dessus de la moyenne départementale (36,7 %). À l'inverse, le taux de personnes d'âge supérieur à 60 ans est de 19,4 % la même année, alors qu'il est de 24,9 % au niveau départemental.
En 2018, la commune comptait 84 hommes pour 80 femmes, soit un taux de 51,22 % d'hommes, largement supérieur au taux départemental (48,50 %).
Les pyramides des âges de la commune et du département s'établissent comme suit.
| Hommes | Classe d’âge | Femmes |
| ------ | ------------ | ------ |
| 0,0    | 90 ou +      | 1,1    |
| 5,3    | 75-89 ans    | 7,8    |
| 14,7   | 60-74 ans    | 10,0   |
| 20,0   | 45-59 ans    | 18,9   |
| 18,9   | 30-44 ans    | 18,9   |
| 17,9   | 15-29 ans    | 15,6   |
| 23,2   | 0-14 ans     | 27,8   |

| Hommes | Classe d’âge | Femmes |
| ------ | ------------ | ------ |
| 0,5    | 90 ou +      | 1,6    |
| 5,6    | 75-89 ans    | 8,9    |
| 16,7   | 60-74 ans    | 18,1   |
| 20,2   | 45-59 ans    | 19,2   |
| 18,9   | 30-44 ans    | 18,1   |
| 18,2   | 15-29 ans    | 16,2   |
| 19,9   | 0-14 ans     | 17,9   |

## Culture locale et patrimoine

### Lieux et monuments
- La réplique de la grotte de Lourdes est située rue de La-Haut. Construite par Gaston Roussel, en 1958, pour le centenaire des apparitions de la Vierge à Bernadette Soubirous. Depuis, une procession religieuse, allant de la chapelle Notre-Dame-de-Consolation à la grotte, a lieu chaque année au 15 août.
- La chapelle Notre-Dame-de-Consolation est l'une des rares dernières chapelles en torchis du département. Bâtie en 1867, elle fut détruite pendant la Révolution française. Reconstruite en 1927, elle sera conservée jusqu'aux années 1970, puis abandonnée pour tomber finalement en ruines. Jean-Luc Beugnet, maire de 1995 à 2001, entreprend sa restauration pour la retrouver à l'identique (charpente, toiture, vitrail). Francis Maze, maire depuis 2001, entreprend la poursuite des opérations par la restauration du retable, du second vitrail, de la pose du torchis. L'inauguration de la restauration achevée eut lieu le 15 août 2001.
- L'église Saint-Nicolas. En 2014 et 2015, elle est reconvertie en salle d'exposition pour le centenaire de la Grande Guerre[22].
- Le monument aux morts.

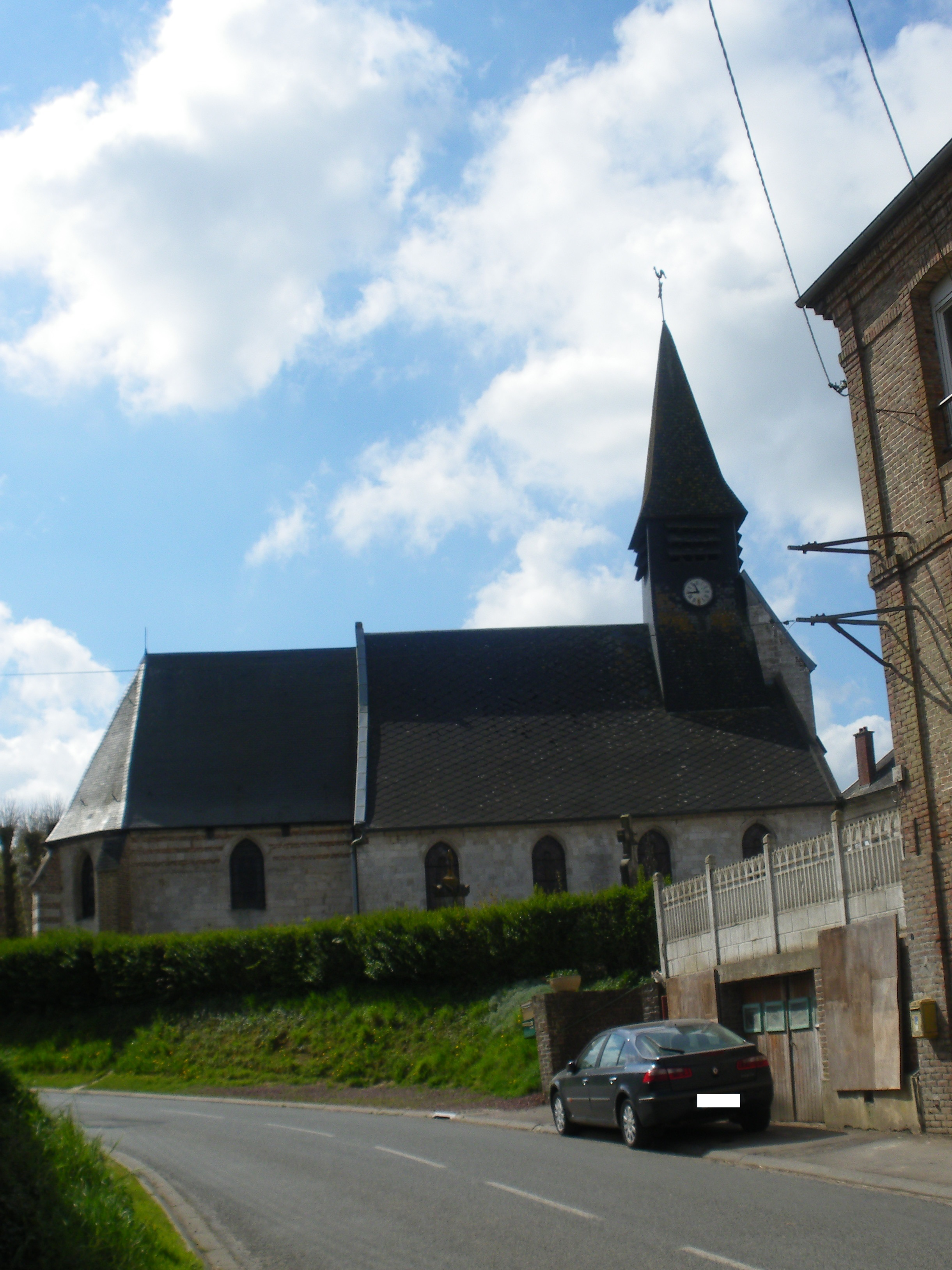
L'église.
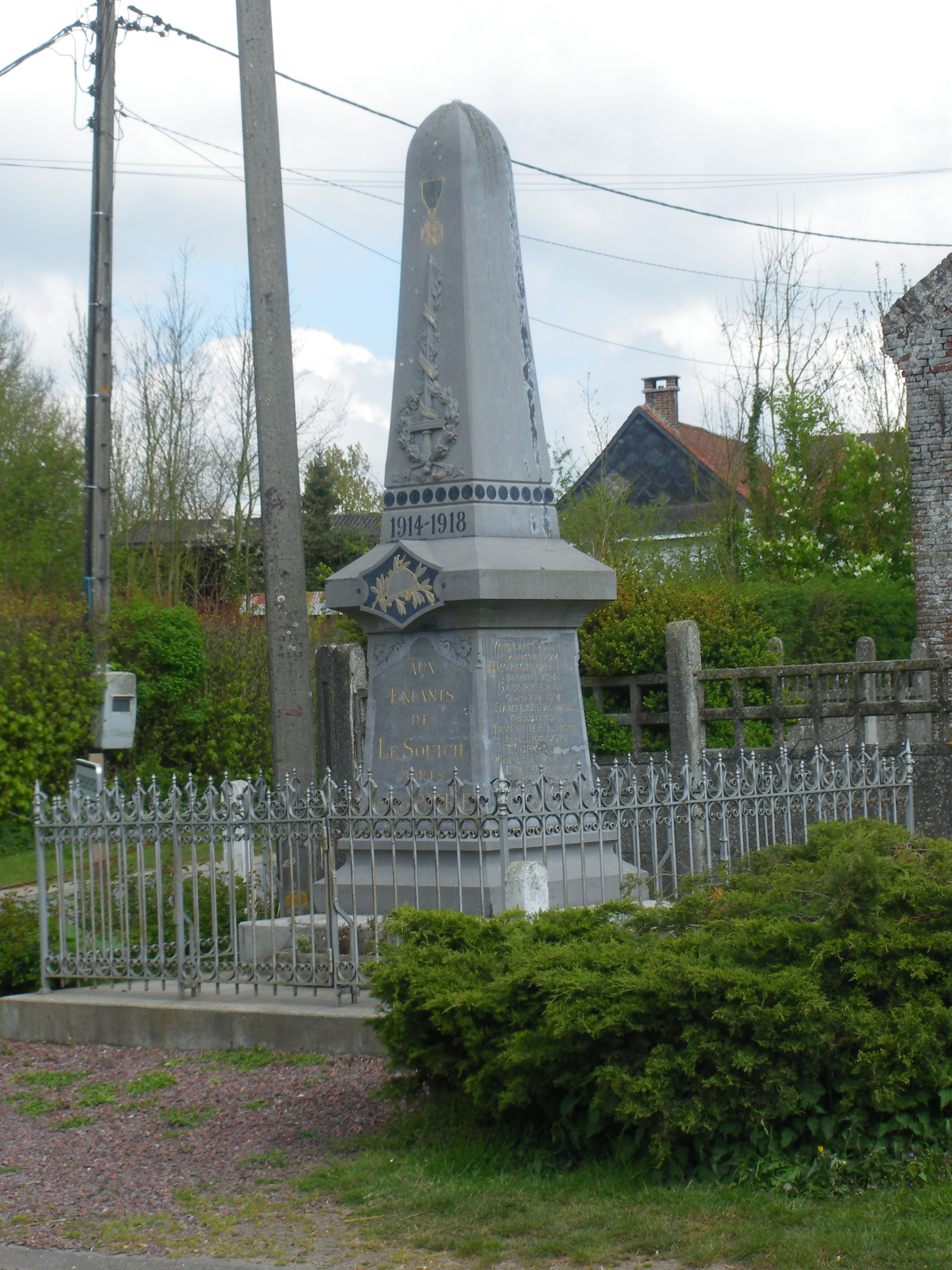
Le monument aux morts.

### Héraldique
| Blason de Le Souich | Blason  | Écartelé : aux 1er et 4e d'argent à trois alérions de gueules, aux 2e et 3e d'or à deux bandes de gueules. |
| Blason de Le Souich | Détails | Armes des anciens seigneurs du lieu, la famille Du Souich, toujours existante, et visibles sur un vitrail de l'église. Adopté par la municipalité. |
| Blason de Le Souich | Alias   | Écartelé : aux 1er et 4e d'azur à l'agneau pascal contourné, portant une croisette haute du même en bande, aux 2e et 3e d'or à saint Nicolas évêque de carnation vêtu de sable ressuscitant trois enfants de carnation dans un saloir de sable. Armes attribuées par les archives du Pas-de-Calais. |

## Pour approfondir